# 邱树华
邱树华（1961年1月—），汉族，女，河南商丘人，1979年3月参加工作，1985年11月加入中共，1995年在职取得新疆广播电视大学昌吉分校工业会计专业硕士学位。曾任中共博尔塔拉蒙古自治州党委书记、中共伊犁哈萨克自治州党委书记、新疆维吾尔自治区政协副主席等职务。

## 简历
2000年12月，任中共阜康市委副书记；2002年11月，任呼图壁县委副书记；
2008年5月，任乌鲁木齐高新技术产业开发区党工委书记；2011年1月，任中共乌鲁木齐市委常委、高新技术产业开发区党工委书记（新市区委书记）。
2015年6月获得“全国优秀县委书记”称号。2015年12月，任中共博尔塔拉蒙古自治州党委书记。
2018年1月，任新疆维吾尔自治区政协副主席，中共博州党委书记、人大常委会主任，新疆生产建设兵团五师党委第一书记、第一政委；
2020年3月，任新疆维吾尔自治区政协副主席，中国共产党伊犁哈萨克自治州委员会党委书记。2022年4月，不再担任中共伊犁州党委书记。
2023年1月，卸任新疆政协副主席。